# Chiesa di San Lorenzo Martire (Storo)
La chiesa di San Lorenzo Martire è una chiesa sussidiaria di Storo, in Trentino. Risale al XV secolo.

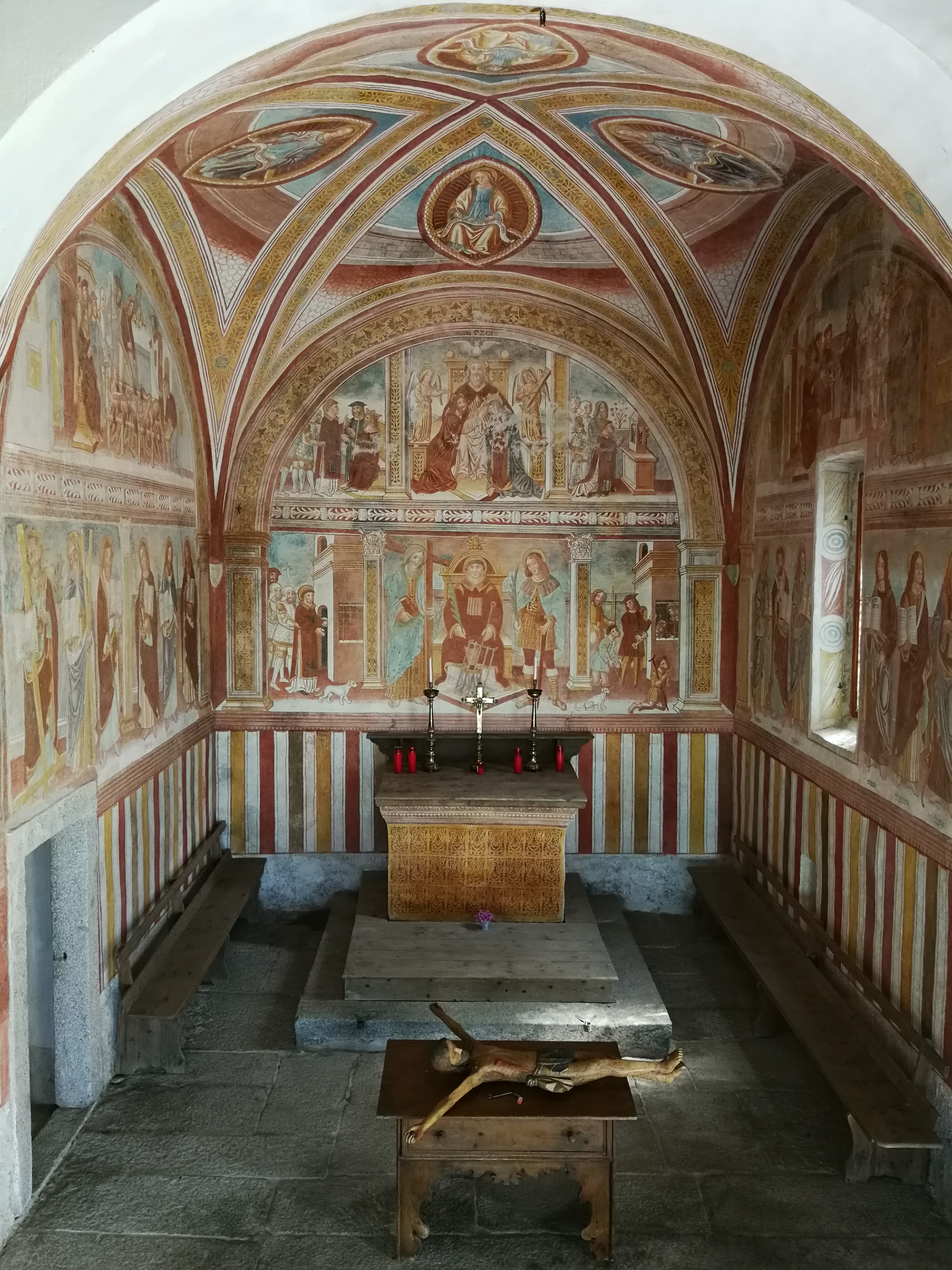
Chiesa San Lorenzo di Storo - interno

## Storia
La presenza di una cappella intitolata a San Lorenzo a Storo risale al XV secolo. Nel XVI secolo questo primo edificio venne riedificato e la sua zona presbiteriale fu affrescata da un artista della scuola dei Baschenis.
Nel 1537 vi fu una visita pastorale del principe vescovo di Trento Bernardo Clesio e questa è la sua prima citazione in atti ufficiali. 
Nel XVII secolo l'edificio venne restaurato, fu costruita la sacrestia, e in atti documentali del periodo viene ricordata la presenza nelle adiacenze di un camposanto.
Durante gli eventi bellici legati ai movimenti delle truppe garibaldine del 1866 l'edificio sacro, come molti altri nel territorio, venne utilizzato per scopi militari. Tra il 1915 ed il 1918 si registrarono vari danni, riparati nel primo dopoguerra.
Un ultimo ciclo di restauri conservativi è iniziato nel 1970 ed è continuato nel 2006. In questa fase si è riparato il tetto, si sono tinteggiati sia interni sia esterni, si è sistemato il pavimento della sala, si è provveduto al consolidamento della struttura, a sistemare gli affreschi e le altre decorazioni, inoltre si sono riviste le parti in legno, come serramenti e soppalchi.

## Descrizione

### Interno
La chiesa ad un'unica navata presenta l'abside a forma rettangolare con il soffitto voltato a crociera ed è completamente affrescata da dipinti che risalgono al 1520 eseguita da un unico artista identificabile in un Baschenis.
Le pitture sono divise su due livelli da cornici per la parte orizzontale e disegni di capitelli corinzi per quella verticale. Tra i soggetti rappresentati sulla parete centrale vi sono: Dio Padre in trono, il Martirio di San Lorenzo alla graticola con la palma segno del martirio. Nei riquadri laterali vi sono raffigurate scene della vita del santo titolare.